# Datalogi
Datalogi er læren om data og behandling af data – især vha. maskiner og computere, dvs. studiet af det teoretiske grundlag for alle former for behandling af data. Der undervises primært i datalogi på universitetet, hvor man efter opnåelse af 240-300 ECTS point, får en kandidatgrad som for eksempel cand. scient. (eng.: m.sc. (comp. sci.)) og herved bliver datalog. 
På uddannelsen lærer du at analysere og løse komplekse problemer i forbindelse med it. Det sker med redskabsfag som fx programmering og matematik, der er basis for at kunne arbejde med bl.a. algoritmer og datastrukturer.
Ordet er dannet 8. marts 1966 af Peter Naur og benyttes hovedsageligt i de nordiske lande som alternativ til det engelske begreb Computer Science (eng.) og det franske informatique, som det tyske begreb informatik også kommer fra. På dansk har man også begrebet informatik, som dog dækker over nogle andre konnotationer end datalogi.
Peter Naur grundlagde endvidere det første datalogiske institut; Datalogisk Institut ved Københavns Universitet (DIKU).
Siden datalogiens spæde skridt i midten af det 20. århundrede, har det været diskuteret, hvilket navn der skulle knyttes til den nye videnskab. Valget af datalogi i stedet for computervidenskab skal ses som et ønske om at lægge vægt på, at studiet ikke er et studie af de specifikke maskiner, computerne, men af data generelt. Således rækker datalogien langt længere tilbage end de første computere, og selv hulemalerier og røgsignaler kan ses som en form for databehandling.
På dansk anvendes i forbindelse med computere også begreberne IT og EDB, men disse henviser til den praktiske anvendelse af computere og ikke videnskaben datalogi.

## Datalogiske områder
Datalogi omfatter en række underområder af både teoretisk og praktisk karakter. Emnerne beregnelighed, afgørlighed og kompleksitet udforsker de fundamentale egenskaber ved beregning. Programmering, oversætterteknik, maskinarkitektur, netværksprotokoller, billedbehandling og interaktionen mellem maskine og menneske er alle områder som udforsker praktiske problemstillinger.
Desuden findes algoritmik, hvor man konstruerer og analyserer måder at løse abstrakte problemer på, for eksempel effektiv sortering og korteste vej i en graf, kryptologi.
Datalogi kan desuden kobles til andre videnskabelige områder: Datalingvistik, bioinformatik, kunstig intelligens

## Datalogi i Danmark
I Danmark undervises og forskes i datalogi på universitetsniveau ved følgende otte universiteter:
- CS AU (Department of Computer Science, Aarhus University), tidligere DAIMI (Datalogisk Afdeling I Matematisk Institut), på Aarhus Universitet
- Datalogisk Afdeling på Roskilde Universitet
- Datalogisk Institut på Københavns Universitet
- Institut for Matematik og Datalogi på Syddansk Universitet
- Institut for Datalogi på Aalborg Universitet
- Institut for Digitalisering på Copenhagen Business School
- DTU Compute på Danmarks Tekniske Universitet
- Institut for Datalogi på IT-Universitetet i København